# Levi Strauss & Co.
|  | "Levis" omdirigeres hertil. |
Levi Strauss & Co. er en amerikansk tøjproducent grundlagt i 1853 i San Francisco, USA af Levi Strauss, og som er verdenskendte for deres jeansmærke Levi's.
Levi Strauss & Co. er skaberne af cowboybuksen, som de opfandt i starten af 1870'erne i samarbejde med skrædderen Jacob W. Davis. Den 20. maj, 1873 var datoen hvor Levi Strauss og Jacob W. Davis fik patent på deres opfindelse blue jeans. Patentet udløb i 1890.
Levi's er de mest udbredte jeans i verden.
Et par Levi's kan let kendes ved det røde mærke (blåt på deres Made & Crafted-jeans) som er placeret på den inderste kant af den højre baglomme og som siden 1936 har været et registreret varemærke, og mærket med de to heste der uden succes forsøger at rive et par Levi's over. Dette har til formål at understrege buksernes styrke og kvalitet samt at illustrere metalnitternes evne til at gøre bukserne stærkere. Mærket, som har fået navnet Two Horse patch, blev sat på et par Levi's-jeans for første gang i 1886. 
Levi's-jeans kan også nemt kendes på arcuate-syningerne på baglommerne som siden 1943 har været et registreret varemærke. Disse syninger på baglommerne har været en del af et par Levi's siden det første par blev fremstillet i 1873. 
Selskabet er en international koncern med tre geografiske divisioner: 
- Levi Strauss North Americas, med hovedkontor i San Francisco
- Levi Strauss Europe, med hovedkontor i Bruxelles
- Levi Strauss Asia Pacific, med hovedkontor i Singapore

Koncernen har omkring 11.000 ansatte over hele verden.

## Historie
Levi Strauss & Co.'s historie går tilbage til 1853 da den tyskfødte købmand Löb Strauß, senere Levi Strauss, flyttede fra sin fødeby, Buttenheim, Bayern, Tyskland til San Francisco, USA. Her åbnede Strauss d. 1. maj, 1853 en kolonialforretning ved navn Levi Strauss & Co. som blandt andet solgte denimstof. 
Jacob W. Davis, en skrædder fra Reno, Nevada, fik i starten af 1870'erne en idé som gik på at sætte kobbernitter i denimoveralls de steder bukserne var mest belastet - eksempelvis i lommehjørnerne. Hans baggrund for denne idé var hans kunder som efterspurgte bukser der var mere holdbare. Opfindelsen blev en succes, men da Davis ikke havde nok penge til selv at tage patent på opfindelsen, kontaktede han Levi Strauss & Co. som var firmaet der forsynede ham med denimstof. Levi Strauss så hurtigt potentiale i opfindelsen og d. 20. maj, 1873 fik Levi Strauss & Co. patent på at fremstille denim overalls forstærket med kobbernitter. Dermed var den beklædningsdel man i dag kalder jeans opfundet. Deres bukser fik senere, i 1890, navnet 501. Levi Strauss & Co.'s bukser var dengang populære hos blandt andet minearbejdere i Californien som havde brug for slidstærkt tøj der kunne holde til minearbejdet. Men i dag er jeans blevet til et modeikon som bliver brugt af alle slags mennesker med forskellige formål - både som arbejdstøj, festtøj og hverdagstøj. 
I 17 år havde Levi Strauss & Co. eneret til at fremstille denimbukser forstærket med nitter, men i 1890 ophørte patentet og andre fabrikanter begyndte derfor at fremstille Levi Strauss & Co.'s succesfulde opfindelse. For at kunderne kunne kende forskel på de oprindelige jeans og efterligningerne, indførte Levi Strauss & Co. i 1936 det karakteristiske røde mærke som i dag er syet på i kanten af den højre baglomme på bukserne. Navnet Levi's blev dog indført allerede i 1928 og blev til et registreret varemærke samtidigt. Før dette blev brandet blot kaldt The Two Horse Brand. Det er i dag ikke kun Levi's-navnet som er et registreret varemærke - det er det røde mærke også i sig selv. Da reglerne foreskriver at et firma skal bruge et registreret varemærke konsekvent for at det ikke bliver ugyldigt, er Levi Strauss & Co. nødt til på hvert tiende par Levi's-jeans at sætte et rødt mærke på bukserne som der slet ikke står Levi's på, men blot står et 'R' (Registreret varemærke) på. 
Levi Strauss & Co. opfandt dermed, hvad de ikke var klar over dengang, et stykke tøj som skulle gå hen og blive en af de mest populære beklædningsdele i verden. 

## Fra arbejdstøj til modeikon
Jeans var i starten beregnet som arbejdstøj til blandt andet minearbejdere, skovhuggere og cowboys. Det var et stykke tøj man gik i på grund af dets funktionalitet og ikke på grund af dets udseende, men i 1930'erne begyndte dette at ændre sig. Man begyndte nu at gå i Levi's-jeans på grund af udseendet. 1930'ernes westernfilm i USA var især grunden til dette, og gjorde at mange mennesker i USA ville have et par Levi's - ligesom de cowboys man havde set i filmene.
I 1934 begynder Levi's som de første at fremstille jeans til kvinder og ét år efter, i 1935, optrådte kvinder klædt i jeans i modemagasinet Vogue. Levi's-jeans havde nu fået status som modeikon og blev ikke længere kun brugt som arbejdstøj. I løbet af 1950'erne begyndte kvindelige Hollywood-stjerner som Marilyn Monroe desuden at gå i Levi's-jeans. 
I 1950'erne begyndte rockere og bikere at gå i Levi's 501-jeans, og jeans blev dermed forbundet med Rock and roll-kultur og oprør. Denne association medførte, at Levi's-jeans blev forbudte i mange amerikanske skoler - især i det østlige USA. 

## Eksterne links
- Levi Strauss & Co.
- http://levistrauss.com/unzipped-blog/2011/10/tab-your-um-pocket-its-75/
- https://www.youtube.com/watch?v=6R9cAoCyatA

| Firma | Spire Denne artikel om et firma eller en virksomhed i USA er en spire som bør udbygges. Du er velkommen til at hjælpe Wikipedia ved at udvide den. |